# Mafénide
Le mafénide est un antibiotique de type sulfamide.

## Mode d'action
Il s'agit d'un sulfamide capable de pénétrer dans une escarre,

## Usage médical
Le mafénide un antibiotique utilisé pour traiter et prévenir les infections chez les personnes souffrant de brûlures . Il peut être utilisé plus particulièrement pour les brûlures au deuxième ou au troisième degré. Le médicament est appliqué sur la peau sous forme de crème ou de solution.

## Effets secondaires
Les effets secondaires de ce médicament comprennent une douleur au niveau du site d'application. D'autres effets secondaires peuvent inclure des réactions allergiques ou une acidose. Il ne doit pas être utilisé chez les personnes souffrant de problèmes rénaux.

## Histoire
Le médicament a été découvert dans les années 1930 et est entré en usage médical dans les années 1960. Il est disponible sous forme de médicament générique . Aux États-Unis, les packs de 5 coûtent environ 45 dollars américains en 2021. Il est également disponible au Japon.